# Olivia Wilde
Olivia Jane Cockburn (Nova Iorque, 10 de março de 1984) é atriz, modelo, produtora, diretora e ativista norte-americana com origem irlandesa.

## Biografia
Olivia nasceu em Nova Iorque como Olivia Jane Cockburn, mas foi criada em Washington. Sua mãe, Leslie Cockburn, é jornalista e produtora do 60 Minutes, e seu pai, Andrew Cockburn, é um jornalista irlandês, assim como seus tios paternos Alexander e Patrick, de quem são todos contribuintes do sítio eletrônico político CounterPunch.org.
Sua meia-tia foi a falecida escritora Sarah Caudwell. Seu avô paterno era o romancista e jornalista irlandês, Claud Cockburn, ela também é neta de James Helvick.
Wilde disse que, como resultado de seu contexto familiar, ela tem um "forte traço jornalístico", sendo "muito crítica e analítica". Ela queria ser atriz desde os dois anos de idade. Por um curto período de tempo, sua família teve uma casa em Guildford, em Vermont. Wilde frequentou a Georgetown Day School em Washginton, bem como a Phillips Academy, em Andover, em Massachusetts, e em seguida mudou-se para Dublin, na Irlanda, onde frequentou uma escola de teatro, The Gaiety School of Acting, e inicialmente começou a trabalhar como assistente de elenco.
Em 7 de junho de 2003 se casou com o cineasta, fotógrafo e príncipe (título Papal) ítalo-americano, Tao Ruspoli. Eles fugiram quando ela tinha dezenove anos e se casaram em um ônibus escolar com um par de testemunhas em Washington, Virginia. Mais tarde ela disse que o casamento ocorreu em um ônibus escolar abandonado; lá era o único lugar que poderiam ficar completamente sozinhos, já que o casamento era um segredo no momento. Em fevereiro de 2011, foi anunciada a separação do casal. Ela é cunhada de Bartolomeo Ruspoli e Aileen Getty e nora de Dado Ruspoli e Debra Berger. Em 2011, começou a namorar o ator Jason Sudeikis. Eles ficaram noivos em 2013 e tiveram dois filhos, Otis Alexander, nascido em 2014 e Daisy Josephine, nascida em 2016. Os dois atores separaram-se amigavelmente em 2020. Namorou até 2022 o cantor Harry Styles com quem teve um relacionamento desde janeiro de 2021. Vive e trabalha em Venice, em Los Angeles. Wilde tem dupla cidadania; americana e irlandesa; ela é vegetariana e grande amiga de Patrick Fugit e Megalyn Echikunwoke.

## Vida profissional
Sua estreia no cinema foi em 2004, no filme The Girl Next Door (br: Show de Vizinha), seguido de Conversations with Other Women (br: Nosso Amor do Passado) e Alpha Dog, no papel de Angela Holden, além do filme Turistas e The Death and Life of Bobby Z (br: A Morte e a Vida de Bobby Z). Ficou conhecida por seu papel na série The O.C., como a bissexual Alex Kelly, embora ela tenha feito um teste originalmente para o papel de Marissa. Wilde também apareceu no videoclipe "Stolen", da banda de rock Dashboard Confessional e no vídeo "So Far We Are", da banda de indie rock French Kicks. Olivia estava fortemente cotada para desempenhar a bond girl Vesper Lynd no 21.º filme da série James Bond, Casino Royale, mas o papel ficou com Eva Green.

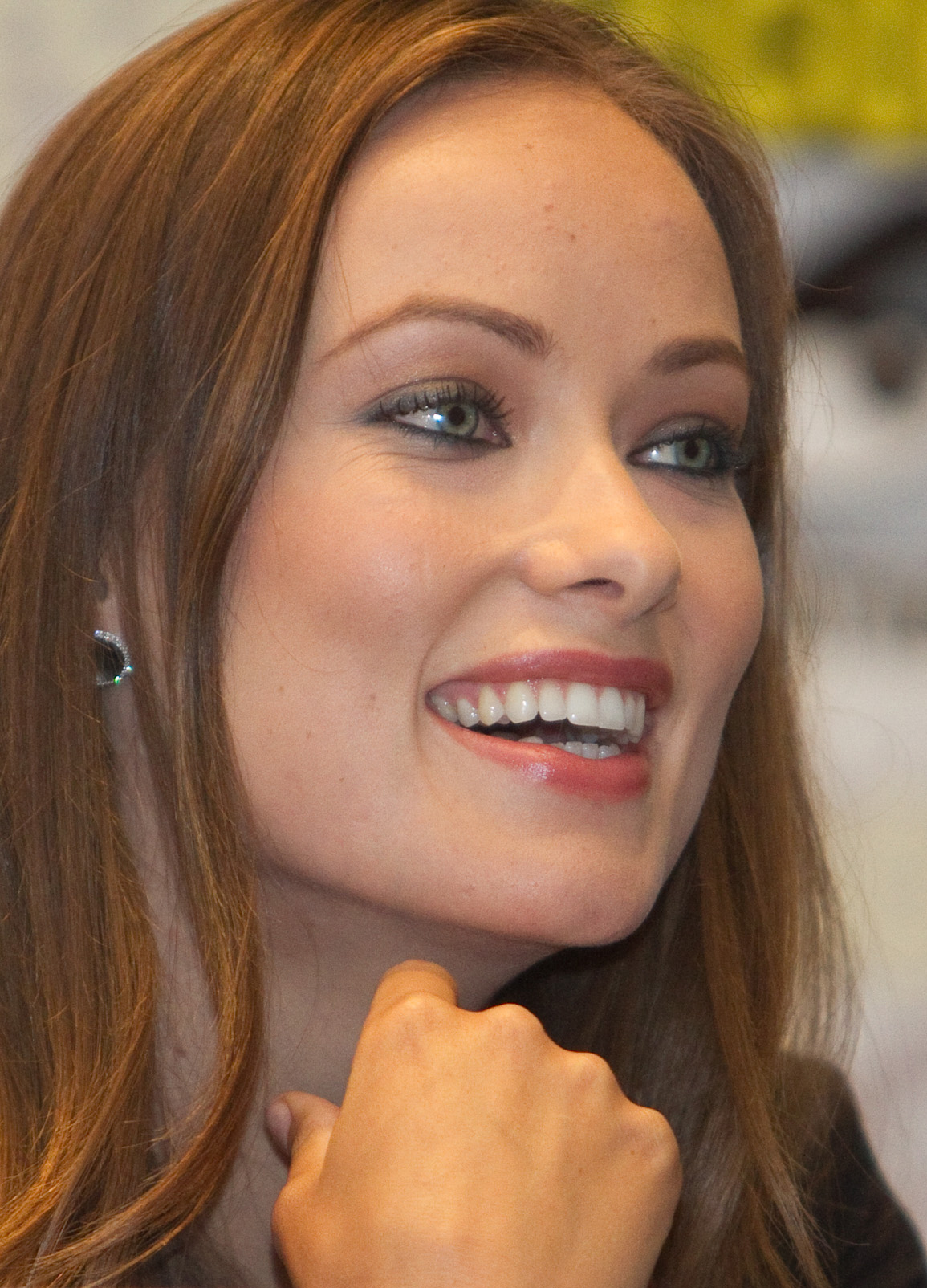
Wilde na Comic-Con de 2010.

Em 2007, Wilde fez parte do elenco da série de curta duração The Black Donnellys, no qual interpretou Jenny Reilly, e foi a personagem feminina principal na série que tratava da vida de uma família irlandesa-americana ligada ao crime organizado em Nova Iorque. Também em 2007, Wilde apareceu na peça Beauty on the Vine, um thriller político, onde interpretava três diferentes personagens.
Wilde passou a integrar o elenco da série de drama médico House, M.D. no outono de 2007, interpretando a jovem médica, Dra. Remy Hadley, apelidada de Treze, que trabalha em estreita colaboração com o Dr. House. A personagem é inteligente e misteriosa aos olhos do médico mais famoso do mundo, onde também faz o papel de bissexual.
O New York Observer descreveu Wilde como sendo uma pessoa de "voz gutural" e de um "amplo carisma, como Hollywood nos dias de outrora". Ela tem Meryl Streep, Sigourney Weaver, Frances McDormand, Catherine Keener e Robin Wright Penn como suas inspirações e também admira o dramaturgo Eve Ensler e o diretor e ator Woody Allen.
Em 7 de outubro de 2008 Olivia apareceu em um vídeo do sítio Funny or Die intitulado "Olivia Wilde Does It Early", sobre a eleição presidencial de 2008. No outono do mesmo ano, Wilde fez campanha com os atores Justin Long e Kal Penn para o então candidato a presidente pelo Partido Democrata, Barack Obama. Olivia esteve na lista de atores da escritora Stephenie Meyer. Nessa lista, Olivia interpretaria Rosalie Hale, vivida por Nikki Reed na saga Twilight (Crepúsculo).
Em 2009 Olivia atuou junto com Jack Black e Michael Cera na comédia Year One (br: Ano Um). Em 2010 fez uma participação importante no filme Tron: O Legado, como Quorra. Além disso, Olivia participou dos filmes Butter, Cowboys & Aliens, The Change-Up e Now, todos com lançamento previsto para 2011.

## Filmografia
| Ano  | Título                          | Papel              | Notas               |
| ---- | ------------------------------- | ------------------ | ------------------- |
| 2004 | The Girl Next Door              | Kellie             |                     |
| 2005 | Conversations with Other Women  | Bridesmaid         |                     |
| 2006 | Alpha Dog                       | Angela Holden      |                     |
| 2006 | Bickford Shmeckler's Cool Ideas | Sarah Witt         |                     |
| 2006 | Turistas                        | Bea                |                     |
| 2007 | The Death and Life of Bobby Z   | Elizabeth          |                     |
| 2008 | Fix                             | Bella              |                     |
| 2009 | Ano Um                          | Princesa Inanna    |                     |
| 2009 | The Ballad of G.I. Joe          | Baroness           |                     |
| 2010 | Weird: The Al Yankovic Story    | Madonna            |                     |
| 2010 | The Next Three Days             | Nicole             |                     |
| 2010 | Tron: Legacy                    | Quorra             |                     |
| 2011 | Free Hugs                       | Head Hooper        |                     |
| 2011 | Cowboys & Aliens                | Ella Swenson       |                     |
| 2011 | The Change-Up                   | Sabrina McKay      |                     |
| 2011 | On the Inside                   | Mia Conlon         |                     |
| 2011 | In Time                         | Rachel Salas       |                     |
| 2012 | Butter                          | Brooke Swinkowski  |                     |
| 2012 | Deadfall                        | Liza               |                     |
| 2012 | People Like Us                  | Hannah             |                     |
| 2012 | The Words                       | Daniella           |                     |
| 2013 | The Incredible Burt Wonderstone | Jane               |                     |
| 2013 | Drinking Buddies                | Kate               | Produtora executiva |
| 2013 | Rush                            | Suzy Miller        |                     |
| 2013 | Her                             | Blind Date         |                     |
| 2013 | Third Person                    | Anna Barr          |                     |
| 2014 | Better Living Through Chemistry | Elizabeth Roberts  |                     |
| 2014 | The Longest Week                | Beatrice Fairbanks |                     |
| 2015 | The Lazarus Effect              | Zoe McConnell      |                     |
| 2015 | Unity                           | Narrator           | Documentário        |
| 2015 | Meadowland                      | Sarah              | Produtora           |
| 2015 | Love the Coopers                | Eleanor Cooper     |                     |
| 2016 | Black Dog, Red Dog              | Sunshine           |                     |
| 2018 | A Vigilante                     | Sadie              | Produtora           |
| 2018 | Life Itself                     | Abby               |                     |
| 2019 | Richard Jewell                  | Kathy Scruggs      |                     |
| 2021 | How it Ends                     | Ala                |                     |
| 2022 | Don't Worry Darling             | Bunny              | Diretora e Atriz    |

| Ano  | Título              | Diretora | Roteirista | Produtora | Notas                                        |
| ---- | ------------------- | -------- | ---------- | --------- | -------------------------------------------- |
| 2011 | Free Hugs           | Sim      | Sim        | Não       | Curta                                        |
| 2019 | Booksmart           | Sim      | Não        | Não       | Estreia como Diretora                        |
| 2020 | Wake Up             | Sim      | Não        | Não       |                                              |
| 2022 | Don't Worry Darling | Sim      | Não        | Sim       |                                              |
| TBA  | Perfect             | Sim      | Não        | Executiva | Pré-produção                                 |
| TBA  | Spider-Woman        | Sim      | Sim        | Executiva | Co-Escrito com Katie Silberman; Pré-produção |

| Ano       | Título                                          | Papel                  | Notas                                                        |
| --------- | ----------------------------------------------- | ---------------------- | ------------------------------------------------------------ |
| 2003-2004 | Skin                                            | Jewel Goldman          | 6 episódios                                                  |
| 2004-2005 | The O.C.                                        | Alex Kelly             | 13 episódios                                                 |
| 2007      | The Black Donnellys                             | Jenny Reilly           | Elenco principal                                             |
| 2007-2012 | House                                           | Remy "Thirteen" Hadley | Principal (4-7); Recurrente (8)                              |
| 2011      | Saturday Night Live                             |                        | Apareceu em SNL Digital Short - Seducing Women Through Chess |
| 2012      | Half the Sky                                    | Ela mesma              | Documentário                                                 |
| 2012      | Robot Chicken                                   | Várias vozes           | 1 episódio                                                   |
| 2012      | Tron: Uprising                                  | Quorra (voz)           | 1 episódio                                                   |
| 2013      | The High Fructose Adventures of Annoying Orange | Rainbow Fairy (voz)    | 1 episódio                                                   |
| 2014      | American Dad!                                   | Denise (voz)           | 1 episódio                                                   |
| 2014-2020 | BoJack Horseman                                 | Charlotte (voz)        | 6 episódios                                                  |
| 2014-2015 | Portlandia                                      | Brit                   | 3 episódios                                                  |
| 2015      | Doll & Em                                       | Olivia                 | 5 episódios                                                  |
| 2016      | Vinyl                                           | Devon Finestra         | Elenco principal                                             |
| 2017      | Son of Zorn                                     | Radiana (voz)          | 1 episódio                                                   |

| Ano  | Título             | Personagem        | Notas          |
| ---- | ------------------ | ----------------- | -------------- |
| 2007 | Beauty On The Vine | Lauren Chickering | Theatre Row    |
| 2017 | 1984               | Julia             | Hudson Theatre |

| Ano  | Título             | Artista                              | Notas    |
| ---- | ------------------ | ------------------------------------ | -------- |
| 2006 | So Far We Are      | French Kicks                         |          |
| 2007 | Stolen             | Dashboard Confessional               |          |
| 2010 | Derezzed           | Daft Punk                            |          |
| 2013 | City of Angels     | Thirty Seconds to Mars               |          |
| 2016 | No Love Like Yours | Edward Sharpe and the Magnetic Zeros | Diretora |
| 2016 | Dark Necessities   | Red Hot Chili Peppers                | Diretora |
| 2018 | Nice for What      | Drake                                |          |

| Ano  | Título                       | Dublagem |
| ---- | ---------------------------- | -------- |
| 2010 | Tron: Evolution              | Quorra   |
| 2010 | Tron Evolution: Battle Grids | Quorra   |